# 張本美和
張本 美和（はりもと みわ、2008年6月16日 - ）は、日本の卓球選手。
宮城県仙台市出身。木下グループ所属。
Tリーグは木下アビエル神奈川所属。世界ランキングは6位（2025年6月10日時点）

## 経歴
両親は中国四川省出身の卓球選手で、父は男子ジュニア日本代表コーチの張本宇、母は1995年の天津市で行われた第43回世界卓球選手権の元代表選手の張凌（チャン・リン）である。
2010年、2歳のときに卓球を始める。
2014年春、父・張本宇、兄・張本智和と共に中国から日本に帰化し、姓を「張本」に変更した。
仙台ジュニアクラブでプレーし、2018年の中国ジュニアオープンでは、10歳でU13女子シングルス優勝を果たした。
同年、台北ゴールデンジュニアオープンでU18ベスト8に入ったことで、日本の卓球界からも注目されるようになった。
2018年から Tリーグの木下アビエル神奈川に在籍している。
2021年、全国中学校卓球大会の女子シングルスで1年生にして初優勝を果たした。
2024年、1月の全日本卓球選手権大会女子シングルス（シニア）で決勝に進出したが、早田ひな（日本生命レッドエルフ）の前に屈した。
2月5日、日本卓球協会より「第33回夏季オリンピック競技大会」（パリオリンピック）女子日本代表候補予定選手として早田ひな、平野美宇（木下グループ）と共に団体戦要員として選出されたことが発表された。
4月23日、 世界ランキング8位となり、自身初のトップ10入りを果たした。
2024年10月、アジア選手権では団体で50年ぶりとなる決勝で中国を2勝を挙げる活躍を見せ優勝、シングルス、木原美悠と組んだダブルスでは準優勝を果たした。

## プレースタイル
長身を生かした両ハンドドライブが持ち味。横回転系サービスから前陣でのラリーを主体としているが、女子選手としては珍しくYGサービスなどを使用することもある。

## 主な戦績
2014年
- 全日本卓球選手権大会 バンビの部 女子シングルス 3位

2015年
- 全日本卓球選手権大会 バンビの部 女子シングルス 優勝

2018年
- 全日本卓球選手権大会 カブの部 女子シングルス 優勝
- 全日本卓球選手権大会 カデットの部 女子ダブルス（赤川瑞姫ペア）優勝

2019年
- 全日本卓球選手権 ホープスの部 女子シングルス 優勝

2021年
- 全国中学校卓球大会 女子シングルス 優勝
- 全日本卓球選手権大会カデットの部 13歳以下女子シングルス 優勝
- 世界ユース卓球選手権
  - U15女子シングルス 優勝
  - U15女子ダブルス  （ハナ・ゴーダペア）優勝
  - U15混合ダブルス  （松島輝空ペア）優勝
  - U15女子団体 優勝

2022年
- WTTユーススターコンテンダー ドーハ
  - 女子U15シングルス 優勝
  - 女子U15ダブルス  （小塩悠菜ペア）優勝
  - 女子U19シングルス 優勝

- WTTユースコンテンダー ベルリン
  - 女子U17シングルス 優勝
  - 女子U19シングルス 優勝

- WTTユースコンテンダー プラッジャ・ダロ
  - 女子U17シングルス 優勝
  - 女子U19シングルス 優勝

- WTTコンテンダー チュニス
  - 女子シングルス 準優勝
  - 女子ダブルス（長﨑美柚ペア）3位
  - 混合ダブルス（張本智和ペア）優勝
- 全日本卓球選手権大会カデットの部 14歳以下女子シングルス 優勝　女子ダブルス（小塩悠菜ペア）優勝
- 世界ユース卓球選手権
  - U19女子シングルス 準優勝
  - U19女子ダブルス（木原美悠ペア）優勝
  - U19混合ダブルス（キュービックペア）3位
  - U19女子団体 3位

2023年
- 全日本卓球選手権 ジュニアの部 女子シングルス 優勝 [12]
- WTTスターコンテンダー ゴア
  - 女子シングルス 3位[13]
  - 女子ダブルス（長﨑美柚ペア）優勝[14]
  - 混合ダブルス（戸上隼輔ペア）準優勝[15]

2024年
- 全日本卓球選手権大会
  - ジュニアの部 女子シングルス 優勝
  - 一般の部 女子シングルス 準優勝
- 世界卓球選手権 団体戦
  - 女子団体（早田ひな・平野美宇・伊藤美誠・木原美悠）準優勝
- ワールドカップ
  - 女子シングルス 3位
- パリオリンピック
  - 女子団体（早田ひな・平野美宇）準優勝
- アジア卓球選手権
  - 女子団体（早田ひな・伊藤美誠・平野美宇・大藤沙月）優勝
  - 女子シングルス 準優勝
  - 女子ダブルス（木原美悠ペア）準優勝
- WTTチャンピオンズ モンペリエ
  - 女子シングルス 準優勝

2025年
- WTTスターコンテンダー ドーハ
  - 混合ダブルス（松島輝空ペア）準優勝
- 全日本卓球選手権大会
  - ジュニアの部 女子シングルス 優勝
  - 一般の部 女子シングルス 準優勝
- WTTシンガポール スマッシュ
  - 混合ダブルス（松島輝空ペア）準優勝
- WTTスターコンテンダー チェンナイ
  - 女子シングルス 優勝
  - 女子ダブルス（木原美悠ペア）優勝
- WTTコンテンダー チュニス
  - 女子シングルス 優勝
  - 女子ダブルス（木原美悠ペア）優勝
  - 混合ダブルス（松島輝空ペア）準優勝
- 世界卓球選手権 個人戦
  - 女子ダブルス（木原美悠ペア）銅メダル
- WTTスターコンテンダー リュブリャナ
  - 女子ダブルス（大藤沙月ペア）優勝

## 成績

### WTTシリーズ
- "ー"：参加しません、”/”：試合ありません、”＊”：放棄試合

| 年     | 日           | 場所                                  | 試合                         | 成績           | 成績         | 成績         | 成績     |
| 年     | 日           | 場所                                  | 試合                         | 女子シングルス | 女子ダブルス | 混合ダブルス | 女子団体 |
| ------ | ------------ | ------------------------------------- | ---------------------------- | -------------- | ------------ | ------------ | -------- |
| 2021年 | 12月2-8日    | ポルトガル ヴィラ・ノヴァ・デ・ガイア | 世界ユース卓球選手権大会 U15 | 1 [ 16 ]       | 1 [ 17 ]     | 1 [ 18 ]     | 1 [ 19 ] |
| 2022年 | 3月7-11日    | カタール ドーハ                       | ユースコンテンダー U15       | 1 [ 20 ]       | 1 [ 20 ]     | /            | /        |
| 2022年 | 3月7-11日    | カタール ドーハ                       | ユースコンテンダーU19        | 1 [ 20 ]       | ー           | /            | /        |
| 2022年 | 3月13-17日   | カタール ドーハ                       | フィーダー                   | ベスト16       | ー           | ー           | /        |
| 2022年 | 3月18-24日   | カタール ドーハ                       | コンテンダー                 | ベスト8        | ー           | ー           | /        |
| 2022年 | 3月25-31日   | カタール ドーハ                       | スターコンテンダー           | ベスト32       | ー           | ー           | /        |
| 2022年 | 5月16-22日   | ドイツ ベルリン                       | ユースコンテンダー U17       | 1 [ 21 ]       | /            | /            | /        |
| 2022年 | 5月16-22日   | ドイツ ベルリン                       | ユースコンテンダー U19       | 1 [ 21 ]       | /            | /            | /        |
| 2022年 | 5月24-30日   | スペイン プラッジャ・ダロ             | ユースコンテンダー U17       | 1 [ 22 ]       | /            | /            | /        |
| 2022年 | 5月24-30日   | スペイン プラッジャ・ダロ             | ユースコンテンダー U19       | 1 [ 22 ]       | /            | /            | /        |
| 2022年 | 6月20-26日   | スロベニア オトセク                   | フィーダー                   | ベスト8        | ー           | ＊           | /        |
| 2022年 | 7月18-22日   | ハンガリー ブダペスト                 | フィーダー                   | ベスト32       | ー           | ー           | /        |
| 2022年 | 8月1-6日     | チュニジア チュニス                   | コンテンダー                 | 2              | 3            | 1            | /        |
| 2022年 | 8月23-28日   | チェコ オロモウツ                     | フィーダー                   | ベスト64       | ー           | ー           | /        |
| 2022年 | 11月22-25日  | ドイツ デュッセルドルフ               | フィーダー III               | 3 [ 23 ]       | ー           | ー           | /        |
| 2022年 | 12月4-11日   | チュニジア ラディス                   | 世界ユース卓球選手権大会 U19 | 2 [ 24 ]       | 1 [ 25 ]     | 3 [ 26 ]     | 3 [ 27 ] |
| 2023年 | 2月14-17日   | ドイツ デュッセルドルフ               | フィーダー I                 | ベスト16       | ー           | ー           | /        |
| 2023年 | 2月27-3月5日 | インド ゴア州                         | スターコンテンダー           | 3 [ 13 ]       | 1 [ 14 ]     | 2 [ 15 ]     | /        |

### 世界ランキング

#### U19　ユース個人世界ランキング
|        | 1月 | 2月 | 3月 | 4月 | 5月 | 6月 | 7月 | 8月 | 9月 | 10月 | 11月 | 12月 |
| ------ | --- | --- | --- | --- | --- | --- | --- | --- | --- | ---- | ---- | ---- |
| 2021年 |     |     |     |     |     |     |     |     |     | 60   |      | 66   |
| 2022年 | 55  | 78  | 7   | 10  | 7   | 5   | 5   | 3   | 2   | 2    | 3    | 2    |
| 2023年 | 2   | 2   | 3   | 2   | 2   | 2   | 2   | 2   | 3   | 2    | 2    | 3    |
| 2024年 | 1   | 1   | 1   | 1   | 1   | 1   | 1   | 1   | 1   | 1    | 1    | 1    |
| 2025年 | 1   | 1   | 1   | 1   | 1   |     |     |     |     |      |      |      |

#### 世界ランキング
|        | 1月 | 2月 | 3月 | 4月 | 5月 | 6月 | 7月 | 8月 | 9月 | 10月 | 11月 | 12月 |
| ------ | --- | --- | --- | --- | --- | --- | --- | --- | --- | ---- | ---- | ---- |
| 2022年 |     |     | 339 | 71  | 72  | 65  | 66  | 43  | 47  | 46   | 45   | 44   |
| 2023年 | 41  | 41  | 37  | 26  | 25  | 19  | 14  | 17  | 17  | 14   | 14   | 15   |
| 2024年 | 16  | 15  | 12  | 8   | 8   | 7   | 7   | 8   | 7   | 6    | 7    | 7    |
| 2025年 | 6   | 6   | 6   | 6   | 6   |     |     |     |     |      |      |      |

## 受賞
- 仙台市スポーツ賞（卓球）[28]
  - 平成26年：スポーツ優秀賞
  - 平成27年：スポーツ栄光賞
  - 平成28年：スポーツ優秀賞
  - 平成29年：スポーツ優秀賞
  - 平成30年：スポーツ栄光賞
  - 令和元年：スポーツ栄光賞
  - 令和2年：スポーツ栄光賞
- 卓球ジャパン!「AWARDS 2022」：ネクストブレイク賞[29]

## テレビ番組
- ビートたけしのスポーツ大将 初回2時間スペシャル（2017年11月12日、テレビ朝日）[30]
- ビートたけしのスポーツ大将（2018年2月4日、テレビ朝日）[31]
- ミライ☆モンスター（フジテレビ）
  - #206（2018年6月10日）[32]
  - #242（2019年年3月3日）[33]
  - #438（2023年2月26日）[34]
  - #480（2024年1月7日）[35]
- 卓球ジャパン!【張本智和・美和 兄妹でスタジオ登場!】（2022年8月27日、BSテレ東）[36]
- 卓球ニッポン金メダルへの絆 ～涙と笑顔と結束と 完全密着4317日～（2024年6月9日、テレビ東京）[37]

## スポンサー
- サンリオ（2025年1月 - ）